# Plateau d’Hauteville
Plateau d’Hauteville ist eine französische Gemeinde mit 4.790 Einwohnern (Stand: 1. Januar 2022) im Département Ain in der Region Auvergne-Rhône-Alpes. Sie gehört zum Arrondissement Belley und zum Kanton Plateau d’Hauteville.

## Lage
Die Gemeinde Plateau d’Hauteville liegt auf einem Plateau oberhalb der Albarine-Schlucht in den südwestlichsten Jura (Gebirge)-Ausläufern, 28 Kilometer nordnordwestlich von Belley. Im Süden entspringt das Flüsschen Arène, das in südlicher Richtung zum Furans fließt. Nachbargemeinden von Plateau d’Hauteville sind Champdor-Corcelles im Norden, Haut Valromey im Nordosten, Valromey-sur-Séran im Osten, Virieu-le-Grand im Südosten, Prémillieu und Armix im Süden, La Burbanche im Südwesten, Tenay und Chaley im Westen sowie Évosges und Aranc im Nordwesten. Der 1234 m hohe Gipfel des Planachat markiert den höchsten Punkt in der Gemeinde, die zwei Skigebiete aufzuweisen hat.

## Geschichte
Die Gemeinde entstand mit Wirkung vom 1. Januar 2019 als Commune nouvelle durch die Zusammenlegung der bisherigen Gemeinden Cormaranche-en-Bugey, Hauteville-Lompnes, Hostiaz und Thézillieu, die in der neuen Gemeinde den Status einer Commune déléguée haben. Die Mairie befindet sich im zentral gelegenen Ort Hauteville-Lompnes.

### Bevölkerungsentwicklung
| Jahr                                                                  | 1962 | 1968 | 1975 | 1982 | 1990 | 1999 | 2006 | 2021 |
| --------------------------------------------------------------------- | ---- | ---- | ---- | ---- | ---- | ---- | ---- | ---- |
| Einwohner                                                             | 4783 | 4766 | 4868 | 4516 | 4952 | 4749 | 5346 | 4807 |
| Quellen: Cassini und INSEE (bis 2006 Addition der Vorgängergemeinden) |      |      |      |      |      |      |      |      |

## Sehenswürdigkeiten
- Wasserfall Cascade de Charabotte
- Kirche Saint-Martin im Teilort Cormaranche
- Kirche Saint-Étienne im Teilort Hauteville-Lompnes
- Kirche Saint-Pierre im Teilort Hauteville-Lompnes
- Kirche Mariä Himmelfahrt im Teilort Hauteville-Lompnes
- Kirche Saint-Laurent im Teilort Hostiaz
- Himmelfahrts-Kirche im Teilort Thézillieu

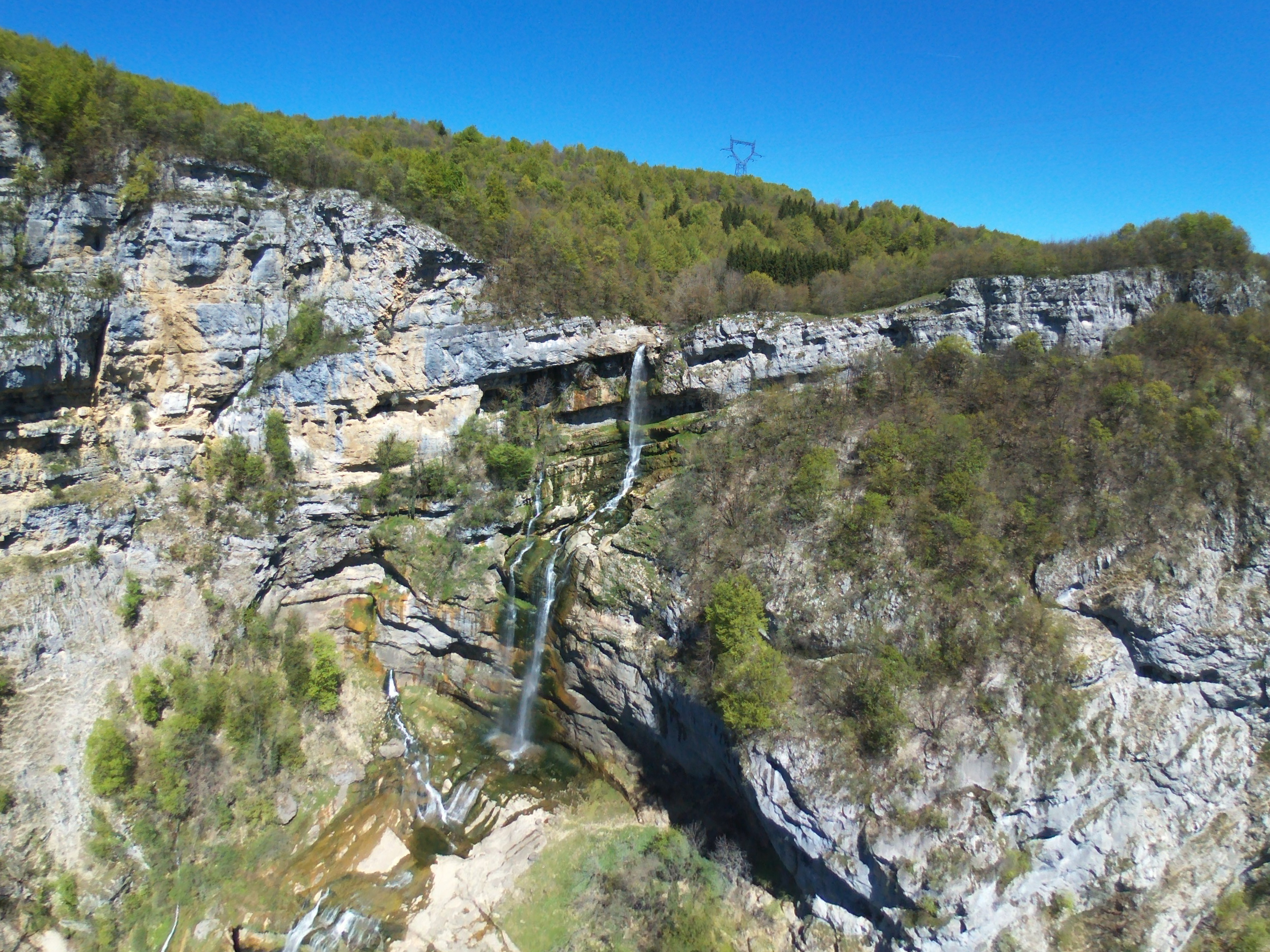
Cascade de Charabotte
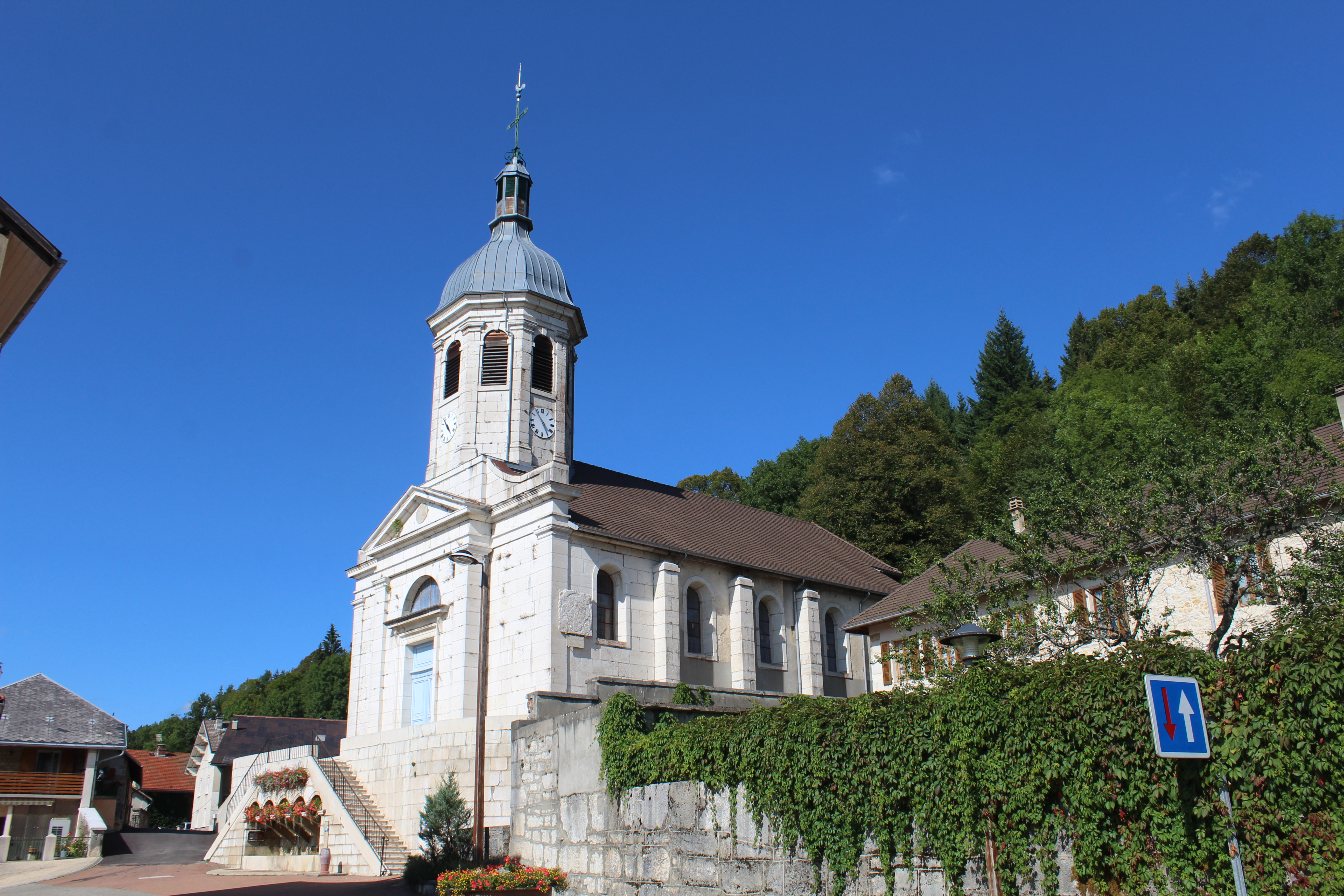
Kirche Saint-Martin
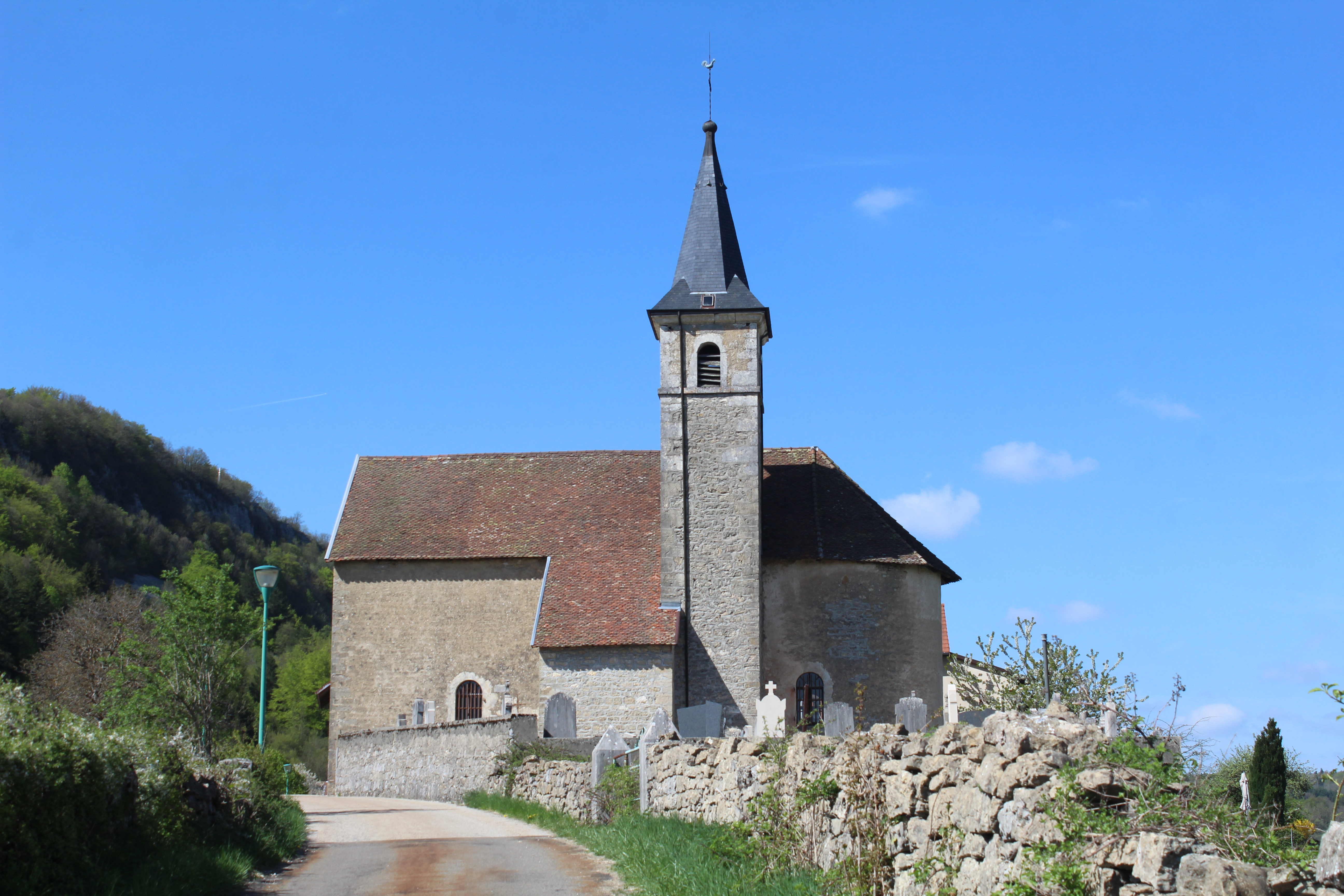
Kirche Saint-Étienne
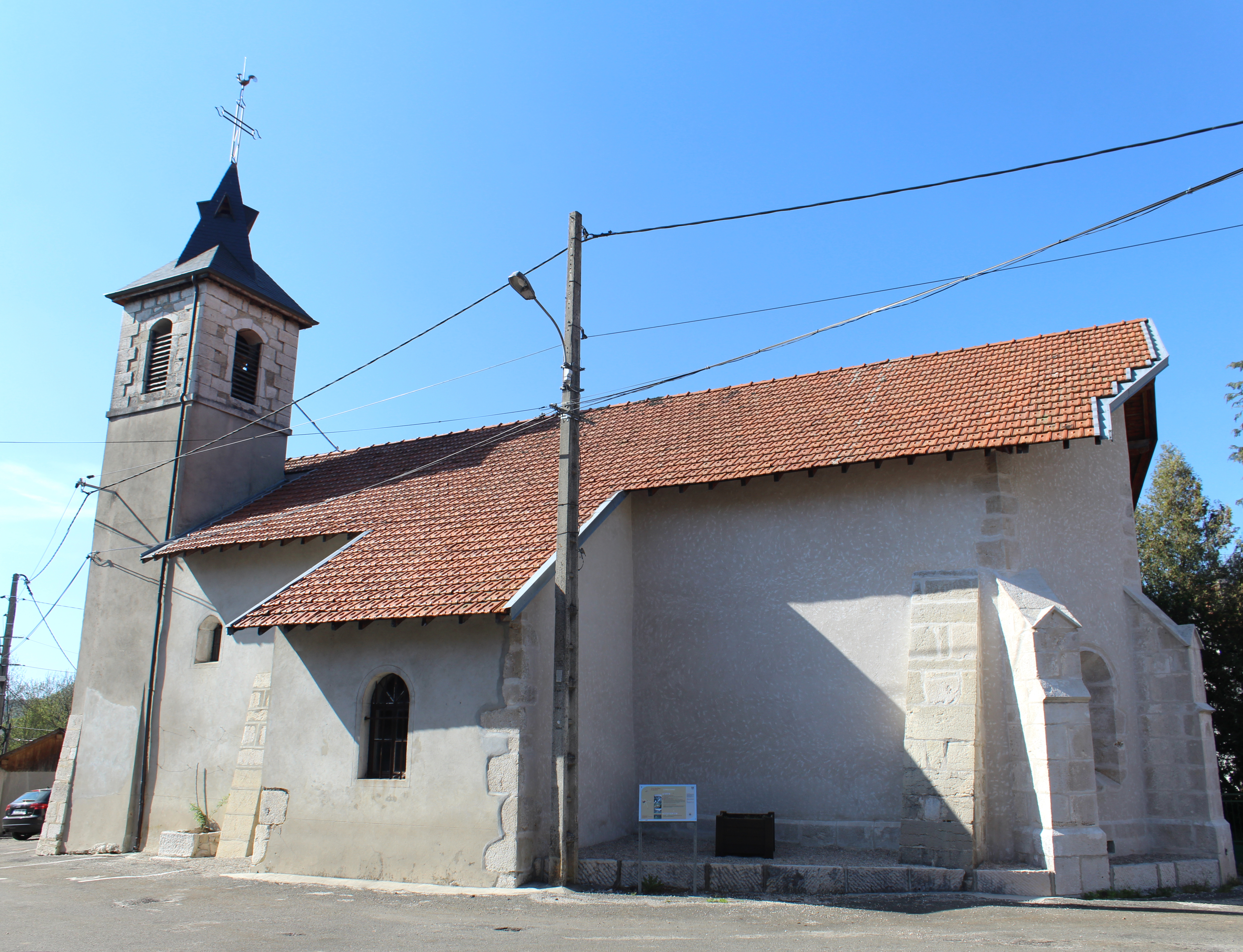
Kirche Saint-Pierre
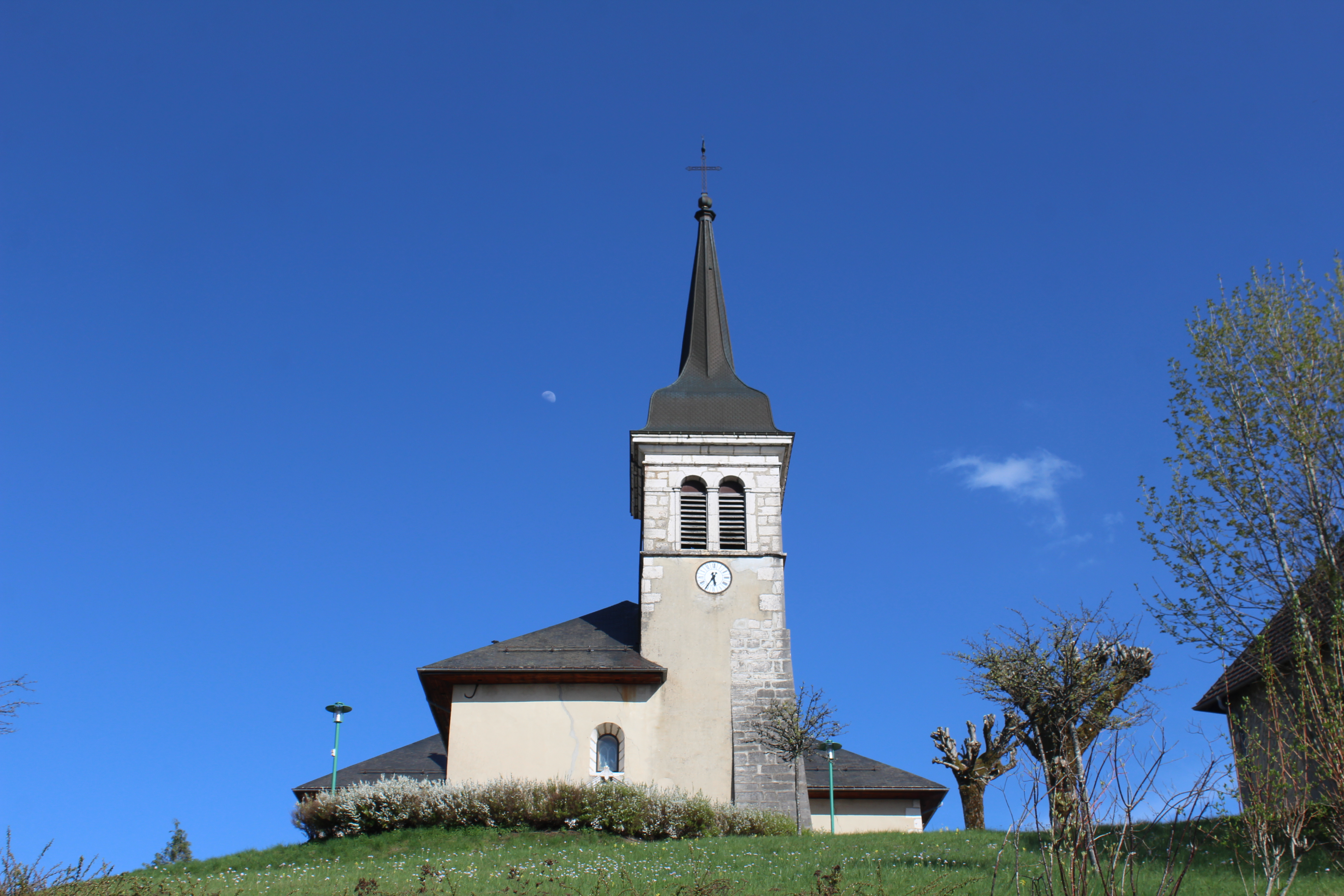
Kirche Mariä Himmelfahrt
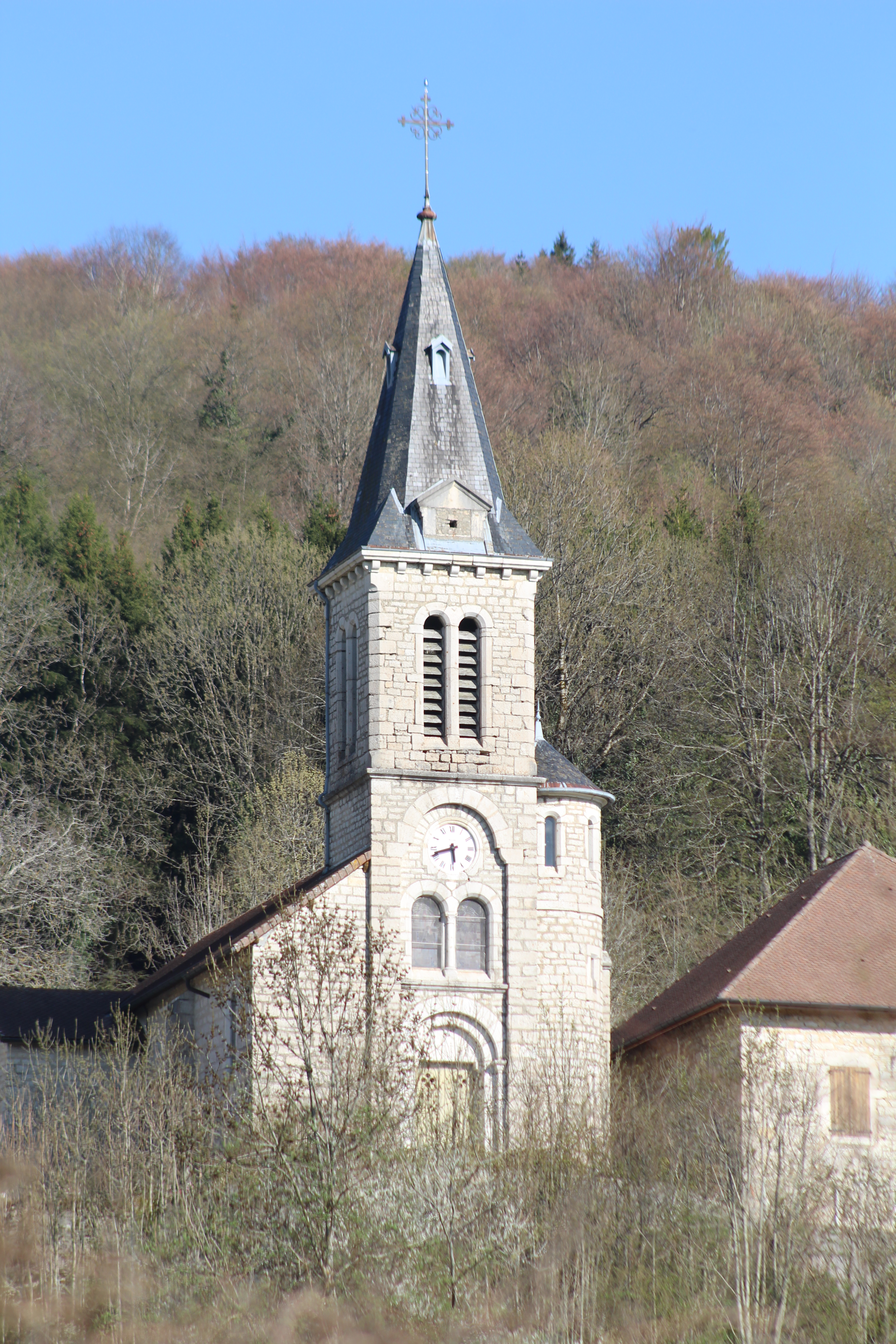
Kirche Saint-Laurent
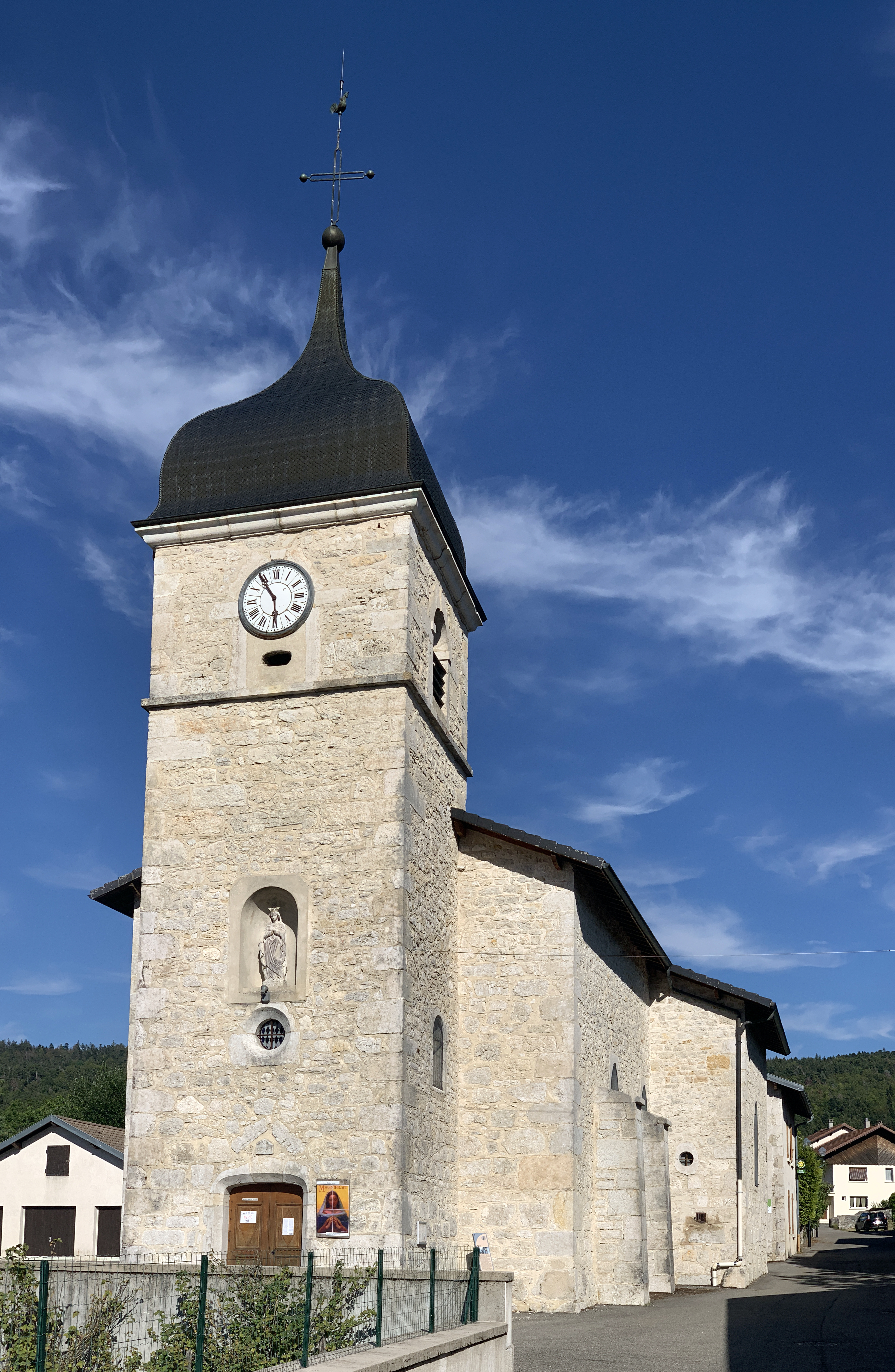
Himmelfahrts-Kirche

## Persönlichkeiten
- Roger Pires (* 1940), Skilangläufer